# Шарлота Фридерика фон Мекленбург-Шверин
Шарлота Фридерика фон Мекленбург-Шверин (на немски: Charlotte Friederike, Herzogin zu Mecklenburg-Schwerin; на датски: Charlotte Frederikke af Mecklenburg-Schwerin; * 4 декември 1784 в Лудвигслуст; † 13 юли 1840 в Рим) е херцогиня от Мекленбург-Шверин и чрез женитба наследствена принцеса на Дания и Норвегия.

## Биография

### Произход
Тя е малката дъщеря на херцог, по-късно велик херцог Фридрих Франц I фон Мекленбург-Шверин (1756 – 1837) и съпругата му принцеса Луиза фон Саксония-Гота-Алтенбург (1756 – 1808), дъщеря на принц Йохан Август фон Саксония-Гота-Алтенбург (1704 – 1767) и графиня Луиза Ройс цу Шлайц (1726 – 1773).

### Брак с Кристиан Фредерик
Шарлота Фридерика фон Мекленбург-Шверин се омъжва на 21 юни 1806 г. в Лудвигслуст за братовчед си наследствения принц Кристиан VIII Фридрих (* 18 септември 1786, Кристиансборг; † 20 януари 1848, Копенхаген), крал на Норвегия (1814), крал на Дания (1839 – 1848), син на Фредерик Датски (1753 – 1805) и нейната леля София Фредерика фон Мекленбург-Шверин (1758 – 1794). След раждането на втория им син те се разделят следващата година, заради афера на Шарлота Фридерика с дворцовия музикант Жан Баптист Едоуард Ду Пуй (1770 – 1822) и на 31 март 1810 г. се развеждат.

### Следващи години
Шарлота е изгонена първо в Алтона, по-късно в Ютланд. Тя става католичка през 1830 г. във Виченца. В началото на 1833 г. се установява в Рим, води добре посещаван салон и се грижи главно за датчаните в Рим.
Шарлота Фридерика фон Мекленбург-Шверин умира след дълго боледуване на 13 юли 1840 г. в Рим на 55 години. Погребана е в четворен саркофаг в катедралата „Санта Мария“ в гробището „Кампо Санто Тевтонико“ в Рим. На 11 юли 2019 г. гробът ѝ е отворен и се оказва съвсем празен.
Кристиан VIII Фридрих се жени втори път на 22 май 1815 г. за принцеса Каролина Амалия фон Шлезвиг-Холщайн-Зондербург-Августенбург (1796 – 1881), внучка на Кристиан VII.

## Деца
Шарлота Фридерика фон Мекленбург-Шверин и Кристиан VIII Фридрих имат два сина:
- Кристиан Фредрик Датски (*/† 8 април 1807, замък Плоен)
- Фредрик VII Карл Кристиан Датски (* 6 октомври 1808, Копенхаген; † 15 ноември 1863, Глюксбург), крал на Дания (1848 – 1863), женен I. на 1 ноември 1828 г. в Копенхаген за принцеса Вилхелмина Мария Датска (* 18 януари 1808, Кил; † 30 май 1891, Глюксбург), II. на 10 юни 1841 г. в Нойщрелиц за херцогиня Каролина Шарлота Мариана фон Мекленбург-Щрелиц (* 10 януари 1821, Нойщрелиц; † 1 юни 1876, Нойщрелиц), III. ((морган.) на 7 август 1850 г. в замък Фредериксборг за Луиза Кристина Размусен, става графиня Данер (* 21 април 1815, Копенхаген; † 6 март 1874, Женева); няма деца.